# 5494 Johanmohr
5494 Johanmohr là một tiểu hành tinh vành đai chính với chu kỳ quỹ đạo là 1755.4178289 ngày (4.81 năm).
Nó được phát hiện ngày 19 tháng 10 năm 1933.